# Phyllodesma ilicifolia
Phyllodesma ilicifolia (Linnaeus, 1758) è un  lepidottero appartenente alla famiglia Lasiocampidae diffuso in Eurasia.

## Descrizione
Le falene hanno un'apertura alare da 25 a 45 millimetri. Le femmine sono molto più grandi dei maschi. Entrambi i sessi hanno ali anteriori e posteriori di colore grigio-marrone.
I bordi esterni delle ali sono ondulati e dentellati. Le antenne sono tronche alla base nella femmina. Il corpo è densamente lanoso e ricoperto da sottilissime estroflessioni superficiali. La larva risulta essere grigia con peluria rossastra.

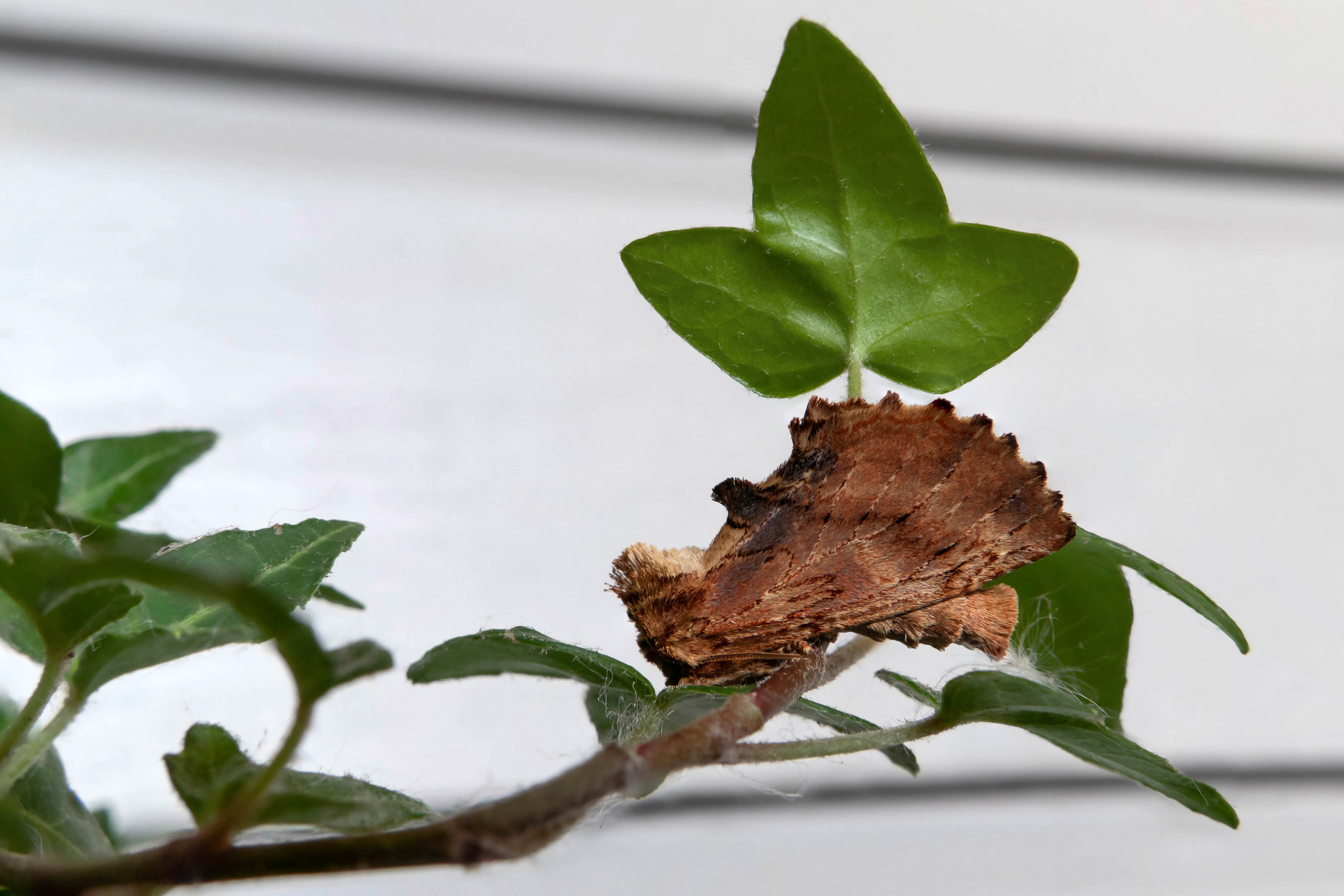
Adulto su foglie di edera
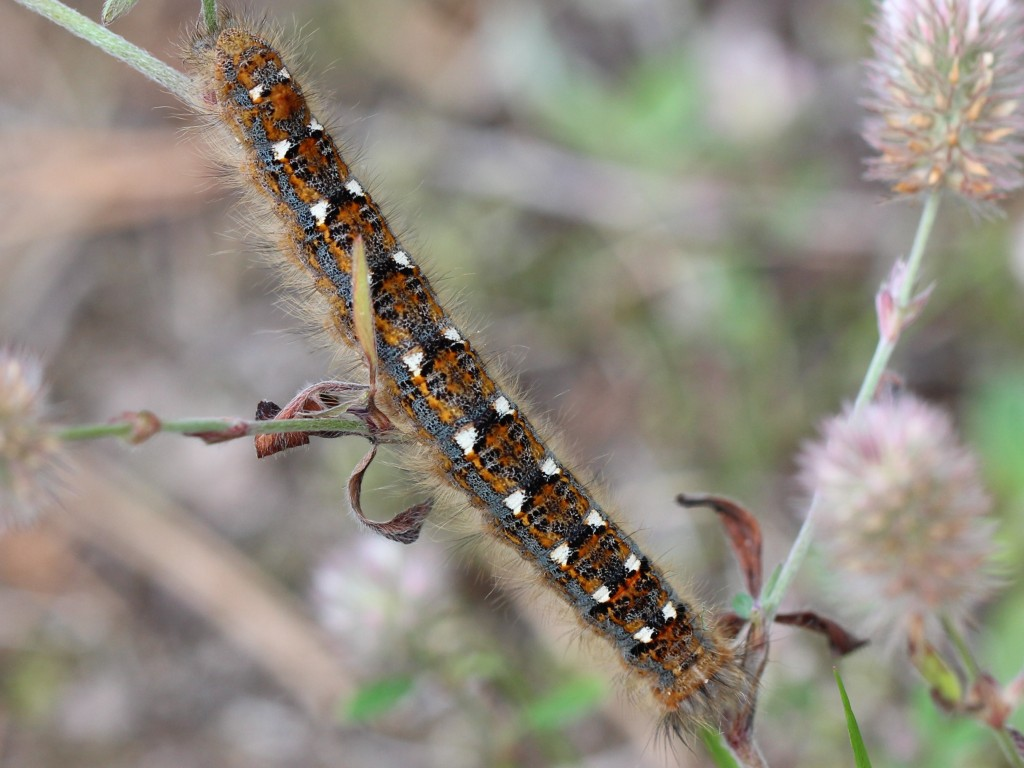
Larva

## Distribuzione e habitat
Ricopre un areale molto vasto che va dall'intera Europa all'estremo oriente, in particolare Cina e Giappone. In Italia è presente in tutte le regioni dalla pianura fino ad oltre 2000 m.